# Josef Allen Hynek
Josef Allen Hynek (1 de maig de 1910 - 27 d'abril de 1986) va ser un astrònom, professor i ufòleg nord-americà.
És recordat per la seva investigació sobre OVNIs: Hynek va intervenir com a assessor científic en tres estudis ufològics Projecte Llibre Blau (1952-1969); posteriorment, durant dècades es va dedicar a prosseguir la investigació en ufologia pel seu compte.
Va participar com a assessor en la pel·lícula de Steven Spielberg Encontres a la tercera fase (1977).
El seu fill Joel Hynek va guanyar un premi Oscar per efectes especials, pel seu disseny de tipus camuflatge en la pel·lícula Depredador.

## Llibres
- The UFO Experience: A scientific enquiry (1972) ISBN 978-1-56924-782-2
- The Edge of Reality: A progress report on the unidentified flying objects, with Jacques Vallée (1975) ISBN 978-0-8092-8150-3
- The Hynek UFO Report (1977)
- Night Siege—The Hudson Valley UFO Sightings, with Philip Imbrogno and Bob Pratt (1987)
- UFO Fact or Fiction - circa 1970

## A la ficció
El personatge Dana Scully de la serie The X-Files, está basat en part en la persona de Josef Allen Hynek